# Wittendörp
Wittendörp ist eine Gemeinde im Landkreis Ludwigslust-Parchim in Mecklenburg-Vorpommern. Sie wird vom Amt Wittenburg mit Sitz in der Stadt Wittenburg verwaltet.

## Geografie

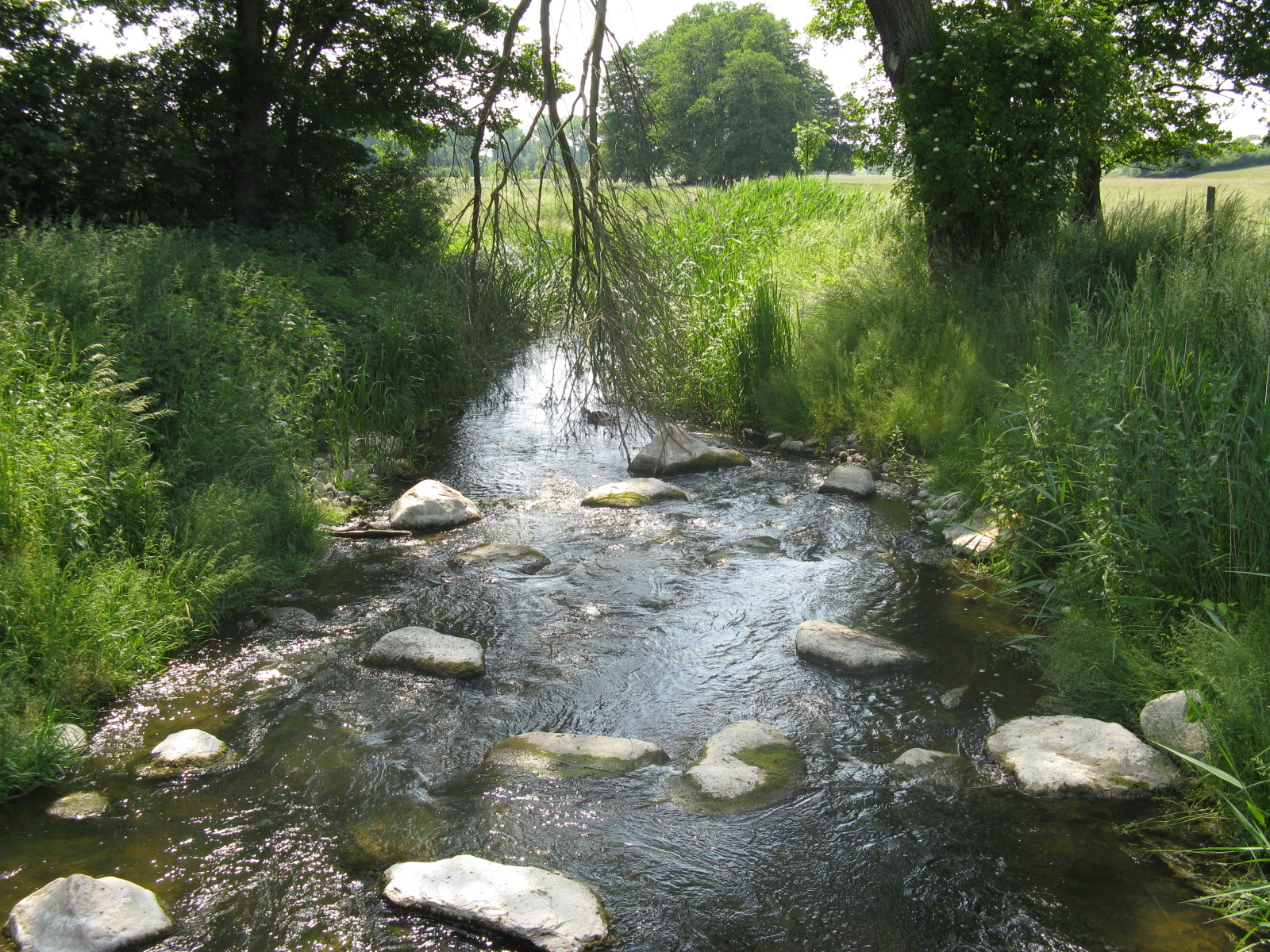
Die Schilde bei Döbbersen

Die Gemeinde liegt etwa 25 Kilometer südwestlich von Schwerin im Nordwesten des Landkreises Ludwigslust-Parchim. Im Norden grenzt Wittendörp an den Landkreis Nordwestmecklenburg. Auf dem Gemeindegebiet durchfließt die Schilde den Woezer See. Ein weiterer Fluss ist die Motel, die zunächst als Grenzfluss zum Amt Hagenow-Land Richtung Osten fließt, um dann zu wenden und aus der Gemarkung Parum kommend in Richtung Westen Wittenburg durchquert.
Größere zusammenhängende Wälder befinden sich im Norden um den Woezer See, der Düsterbecker Forst erstreckt sich in der Mitte der Gemeinde zwischen Karft und Boddin sowie Raguth/Döbbersen und Püttelkow. Der Pogreßer Wald befindet sich zwischen Boddin, Perlin, Dümmer und Pogreß. Der Oberlauf der Motel führt durch den Luckwitzer Bruch.
Umgeben wird Wittendörp von den Nachbargemeinden Rögnitz und Krembz im Norden, Schildetal und Perlin im Nordosten, Dümmer im Osten, Hülseburg und Bobzin im Südosten, Wittenburg im Süden, Vellahn und Kogel im Südwesten sowie Zarrentin am Schaalsee im Westen.
Ortsteile:
|                                                        |                                                 |                                    |
| - Boddin - Döbbersen - Dodow - Dreilützow - Drönnewitz | - Harst - Karft - Luckwitz - Pogreß - Püttelkow | - Raguth - Tessin - Waschow - Woez |

## Geschichte
Die Gemeinde entstand am 13. Juni 1999 mit der Auflösung der bis dahin eigenständigen Gemeinden Boddin, Dodow, Dreilützow, Drönnewitz, Karft, Luckwitz, Parum (Ortsteil Pogreß), Tessin b. Wittenburg und Waschow.
Geschichte der Ortsteile
Döbbersen: Nach der Bestätigungsurkunde des Erzbischofs Gerhard II. von Bremen besaß das Benediktinerinnen-Kloster Zeven 1226 die Kirche und das Dorf Döbbersen. Die Kirche in Döbbersen wurde 1230 im Ratzeburger Zehntregister erwähnt, welches die damals zum Bistum Ratzeburg gehörenden Ortschaften geordnet nach Kirchspielen auflistet.
Dodow war seit 1245 Tafelgut der Bischöfe von Ratzeburg und blieb als Teil des Fürstentums Ratzeburg eine zu Mecklenburg-Strelitz gehörende Exklave. Erst 1931 kam es per Staatsvertrag im Austausch gegen das Forstgut Langhagen (heute Ortsteil von Neustrelitz) an Mecklenburg-Schwerin. Das Rittergut Dodow war dann lange, etwa seit 1700, im Gesamtverbund mit Gut Waschow ein Besitz des mecklenburgischen Zweig der alten Adelsfamilie von Graevenitz. Letzter Gutsherr war dann Peter Steen, die Größe gibt das Mecklenburgische Güter-Adressbuch mit 675 ha an. Die derzeitige Dodower Wassermühle wurde 1848 an der Schilde in Backstein erbaut. Den Mühlenstandort gab es schon weit vor 1848.1922 installierte die Mühlenbauanstalt Amme, Giesecke & Konegen einen neuen Antrieb mittels einer selbst regulierenden Francis Turbine mit 2.500 Kilogramm Leistung. Die Antriebstechnik der Turbine fiel jedoch den Martinsofen-Schrottsammlungen in den sechziger Jahren zum Opfer, nachdem in der Nachkriegszeit dem damaligen Müller unrechtsmäßig das Staurecht verwehrt / de facto entzogen wurde. Die gesamte Antriebstechnik der Mühle ist komplett vorhanden und wird mit einem Elektromotor betrieben.  Auch die Mahltechnik der Mühle ist bis heute vollständig erhalten.

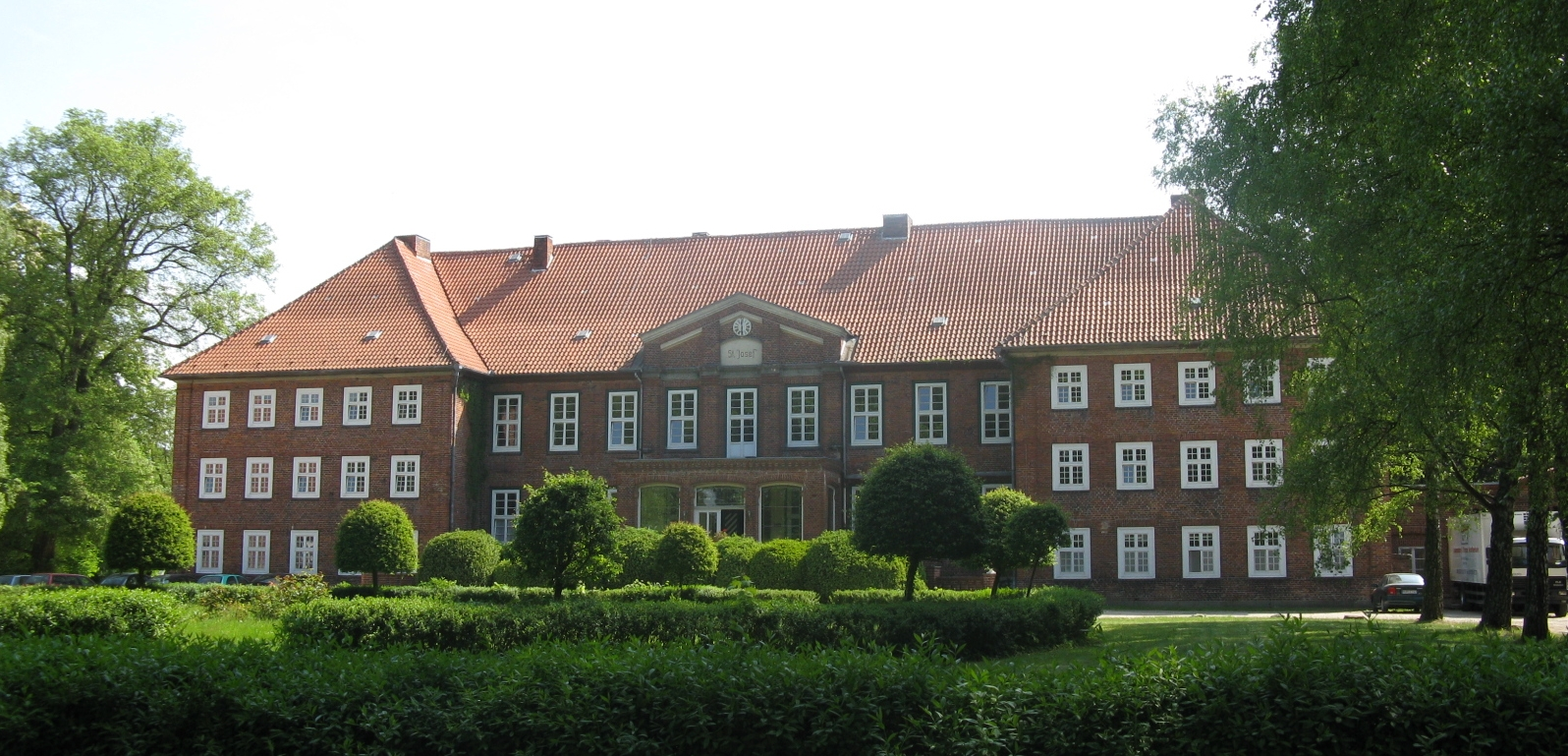
Gutshaus Dreilützow

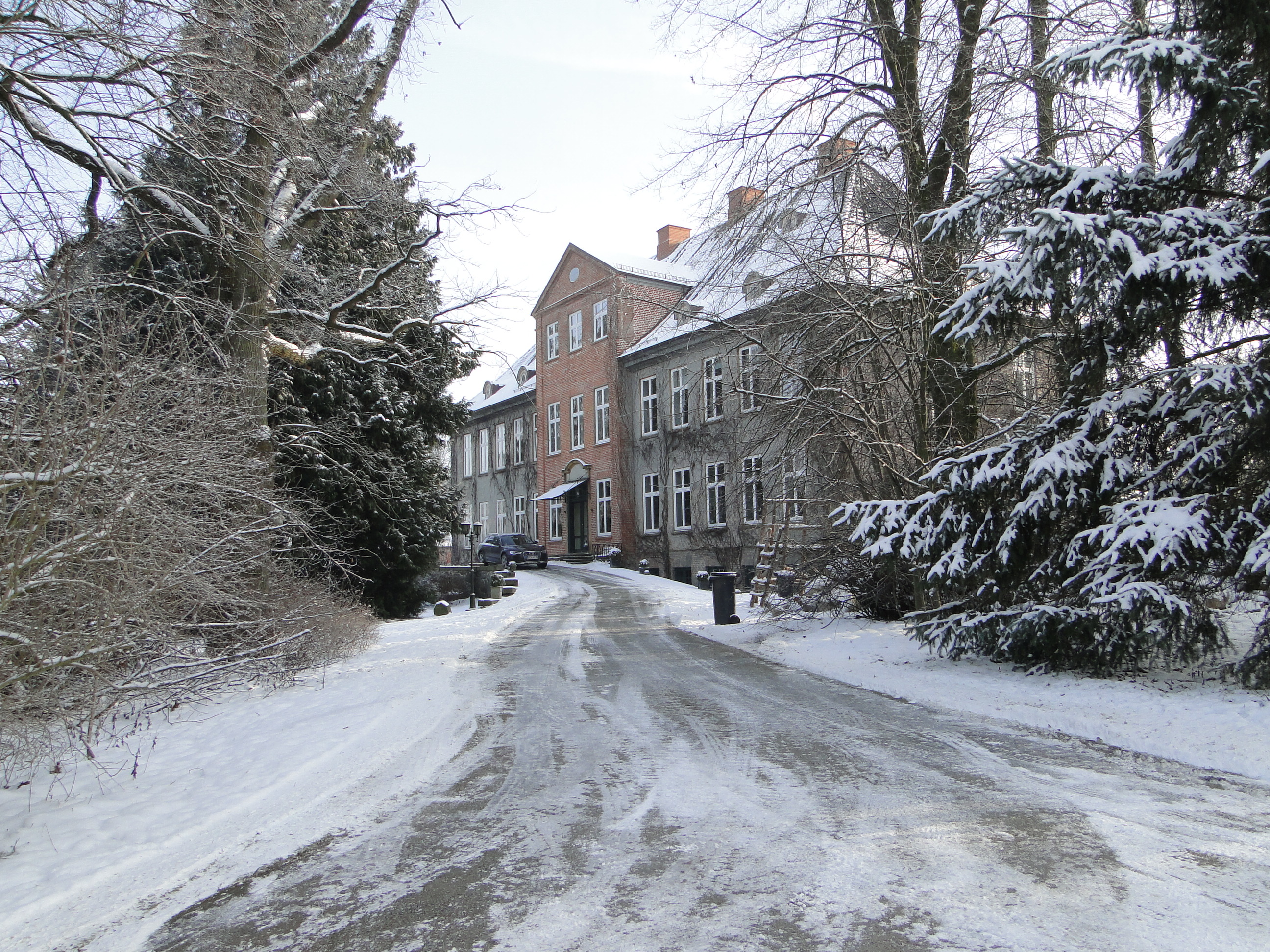
Gutshaus Drönnewitz

Dreilützow: Das Gut war Eigentum der Familie von Lützow (von 1333). 1725 erwarb der Minister des Kurfürstentums Braunschweig-Lüneburg und Geheime Rat Andreas Gottlieb Freiherr von Bernstorff das Gut. Sein gleichnamiger Enkel (1708–1768) ließ ab 1735 das zweigeschossige, 17-achsige Herrenhaus, ein Backsteinbau mit Seitenflügeln und Mittelrisalit, nach Plänen von Johann Paul Heumann errichten. Das Gut wurde 1929 von den Erben verkauft und aufgesiedelt. Das Herrenhaus war nach 1947 katholisches Kinderheim, ab 1969 Heim für behinderte Kinder und ist ab 1995 Schullandheim der katholischen Caritas.
Drönnewitz, mit spätbarockem Herrenhaus um 1793, kam 1798 an Carl Philipp Graf von Hardenberg, gehörte dann auch dem damaligen Senior der Familie, Carl (Karl) Graf von Hardenberg, dessen Familie es bis 1945 besaß; heute befindet es sich wieder im Besitz der Grafen von Hardenberg.
Luckwitz war u. a. Gut der Familien von Lützow (bis 1725) und von Bernstorff (bis um 1919), danach größtenteils aufgesiedelt. Das Herrenhaus stammt aus der Mitte des 18. Jahrhunderts, war nach 1945 Heim für behinderte Kinder und ist seit 2006 ein Ferienwohnhaus.
Pogreß wurde 1194 als Pogresse im Isfriedschen Teilungsvertrag erstmals urkundlich erwähnt.
Püttelkow wurde im Ratzeburger Zehntregister von 1230 als Putlekowe zum ersten Mal urkundlich erwähnt. Es war ursprünglich eine als Rundling angelegte Siedlung.
Raguth wurde 1194 erstmals urkundlich erwähnt. Das Gut war u. a. im Lehen der Familien von Pentz (ab 12./13. Jh.), Rantzow (ab 1735), von Brandenstein (ab 1795) sowie Besitz von Willinck (ab 1808), von Bassewitz zu Perlin (1849–1878) und von Bernstorff-Gyldensteen (bis 1945). Das zweigeschossige, sanierungsbedürftige Gutshaus, eine umgebaute Dreiflügelanlage, steht seit 1991 leer.

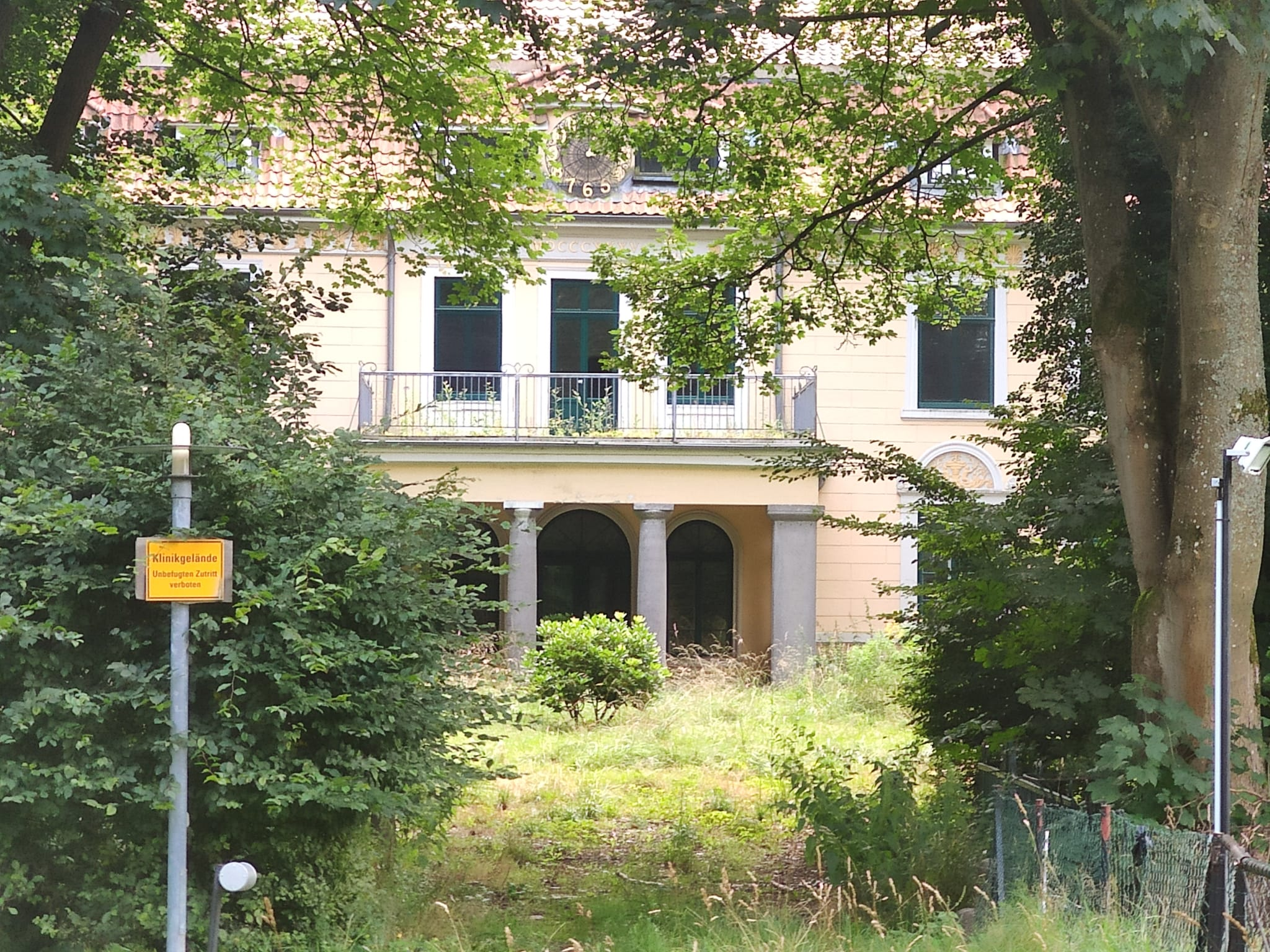
Herrenhaus Tessin 2024

Tessin wurde 1230 erstmals urkundlich erwähnt und gehörte zum Bistum Ratzeburg. Gutsbesitzer waren u. a. die Familien von Blücher (bis 1616), von Husan, von Lützow (1779 bis 1888) und von Isenberg (1921–1938); es wurde dann aufgesiedelt. Das Gutshaus stammt von um 1835 und war nach 1945 bis 1954 Krankenhaus, nach 1971 bis 1990 Pflegeheim und von 1995 bin 2022 eine Fachklinik für Drogenabhängige. Seitdem ist es dem Verfall preisgegeben und steht zum Verkauf.
Bei Waschow fand am 25. Mai 1200 (oder 1201) eine Schlacht zwischen den Grafen Adolf I. von Dassel und Adolf III. von Schauenburg und Holstein einerseits und den mecklenburgischen Fürsten und dänischen Vasallen Heinrich Borwin I. und Nikolaus I. sowie den Grafen von Schwerin andererseits statt. In dieser Schlacht ging es um den Bestand der seit 1200 von Adolf von Dassel regierten Grafschaft Ratzeburg. Sie endete mit dem Sieg der mecklenburgischen Fürsten, die sich damit die Vogteien Boitin, Gadebusch, Wittenburg und Boizenburg sicherten. Für den Fürsten Nikolaus I. endete die Schlacht tödlich. Mit Ulrich von Graevenitz (1669–1720) beginnt die Besitzesgeschichte seiner Familie vor Ort. Er begründet mit seiner Ehefrau Charlotte von Bornstedt eine lange Tradition. Hervorzuheben ist sein Enkel Hans von Graevenitz auf Waschow und Dodow, dann dessen Sohn Karl von Graevenitz, der zusätzlich das Gut Zühr erwirbt. Letzter Grundbesitzer in Waschow war der Major und Ehrenritter des Johanniterordens Karl Hippolyt von Graevenitz (1872–1945). Er agierte vormals als Fideikommissherr. Sein Besitztum betrug vor der großen Wirtschaftskrise Ende der 1920er Jahre konkret 692 ha Land. Das Gut war zeitweise verpachtet. In Waschow gab es zeitgleich vier 13 ha Höfe der Familien H. und K. Hansen, W. Koop und A. Bohnhoff.

## Bevölkerung
| Jahr | Einwohner |
| ---- | --------- |
| 1999 | 3087      |
| 2000 | 3087      |
| 2005 | 3081      |
| 2010 | 2973      |
| 2015 | 2914      |

| Jahr | Einwohner |
| ---- | --------- |
| 2020 | 2906      |
| 2021 | 2892      |
| 2022 | 2909      |
| 2023 | 2895      |

Stand: 31. Dezember des jeweiligen Jahres

## Politik

### Gemeindevertretung
Die Gemeindevertretung von Wittendörp besteht aus 12 Mitgliedern. Die Kommunalwahl am 9. Juni 2024 führte bei einer Wahlbeteiligung von 67,1 % zu folgendem Ergebnis:
| Partei / Wählergruppe                       | Stimmenanteil 2019 | Sitze 2019 |  | Stimmenanteil 2024 | Sitze 2024 |
| ------------------------------------------- | ------------------ | ---------- |  | ------------------ | ---------- |
| CDU                                         | 26,9 %             | 3          |  | 23,7 %             | 3          |
| Bürger für Wittendörp (BfW)                 | 20,1 %             | 3          |  | 22,9 %             | 3          |
| Aktiver Bürgerbund Wittendörp (ABB)         | 16,1 %             | 2          |  | 20,6 %             | 2          |
| Aktionsbündnis Zukunft für Wittendörp (AZW) | 15,1 %             | 2          |  | 13,9 %             | 2          |
| SPD                                         | 11,7 %             | 1          |  | 09,4 %             | 1          |
| Einzelbewerberin Andrea Wichmann            | –                  | –          |  | 05,8 %             | 1          |
| Bündnis 90/Die Grünen                       | –                  | –          |  | 03,7 %             | –          |
| aufmerksam–aktiv–ansprechbar (AAA)          | 10,1 %             | 1          |  | –                  | –          |
| Insgesamt                                   | 100 %              | 12         |  | 100 %              | 12         |

### Bürgermeister
- seit 2014: Kurt Bartels (Bürger für Wittendörp)

Bartels wurde am 26. Mai 2019 mit 53,5 % der gültigen Stimmen wiedergewählt. Am 9. Juni 2024 wurde er mit 66,4 % der gültigen Stimmen in seinem Amt bestätigt. Seine Amtsdauer beträgt fünf Jahre.

### Dienstsiegel
Die Gemeinde verfügt über kein amtlich genehmigtes Hoheitszeichen, weder Wappen noch Flagge. Als Dienstsiegel wird das kleine Landessiegel mit dem Wappenbild des Landesteils Mecklenburg geführt. Es zeigt einen hersehenden Stierkopf mit abgerissenem Halsfell und Krone und der Umschrift „GEMEINDE WITTENDÖRP“.

## Sehenswürdigkeiten
- Spätromanisch-frühgotische Dorfkirche in Döbbersen aus Backstein aus der Mitte des 13. Jahrhunderts mit zweijochigem Langhaus, eingezogenem Chor und dem massiven Turm.
- Wassermühle in Dodow
- Zweigeschossiges Herrenhaus (Schloss) Dreilützow aus dem 18. Jahrhundert mit Mittelrisalit und zwei dreigeschossigen Seitenflügel, der eindrucksvollen 17-achsigen Hofseite sowie der Gutsanlage mit dem mehrere Hektar großen Park, Stall sowie Wirtschaftsgebäude. Heute ist hier ein Schullandheim der Caritas untergebracht.
- Dorfkirche Dreilützow aus Feldstein mit Backsteingiebel vom 15. Jahrhundert mit einem quadratischen Holzturm des 18. Jahrhunderts.
- Herrenhaus Drönnewitz mit der Gutsanlage (Kutscherhaus, Wagenremise, Stutenstall, Wirtschaftshaus, Speicher, Ackerpferdestall) und dem Park.
- Herrenhaus Luckwitz
- Zwei niederdeutsche Hallenhäuser in Püttelkow am Dorfplatz
- Herrenhaus Raguth mit Park (ungenutzt)
- Herrenhaus Tessin von 1835 mit Gutsanlage, Katzenturm und Park

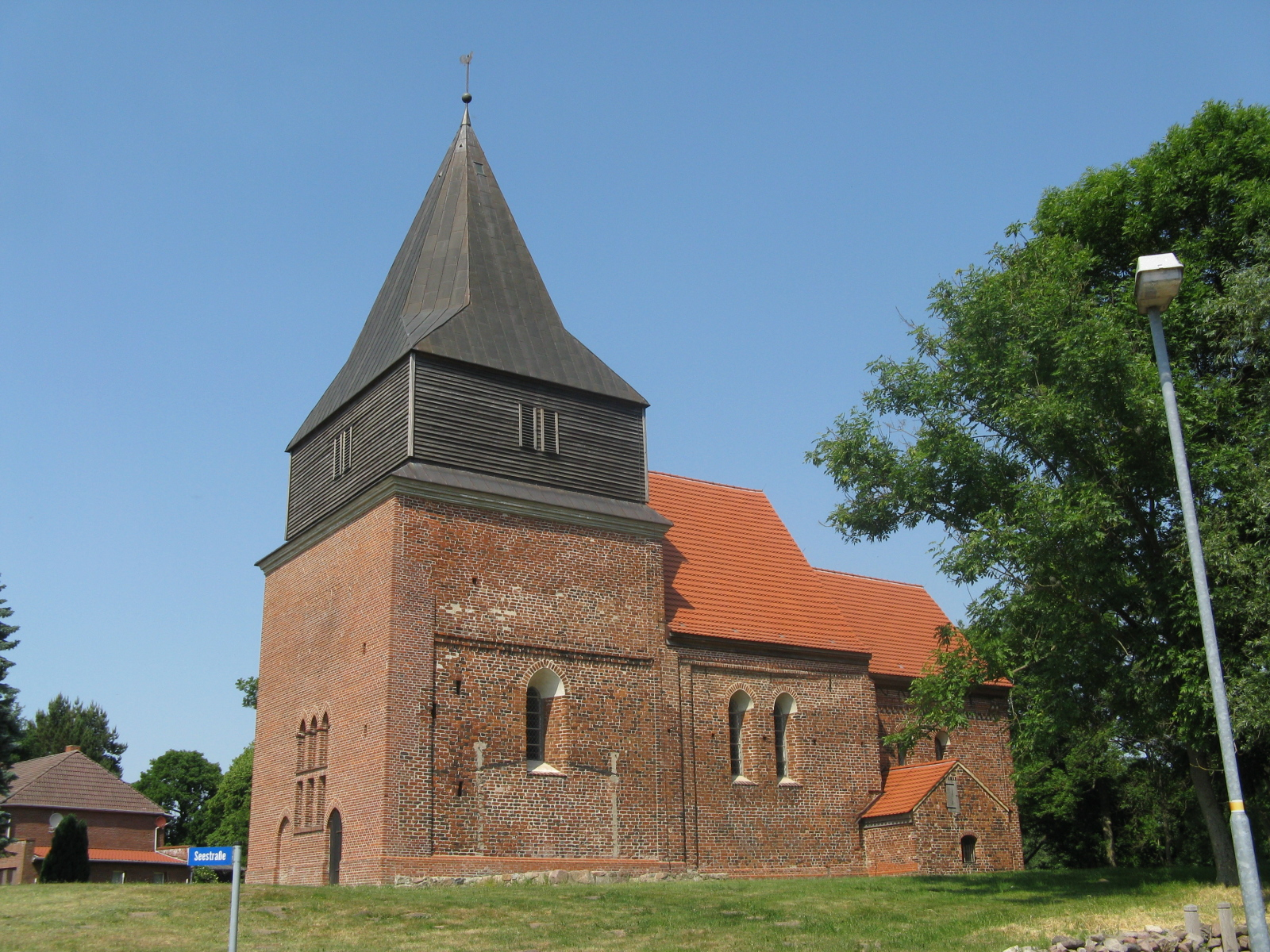
Dorfkirche in Döbbersen
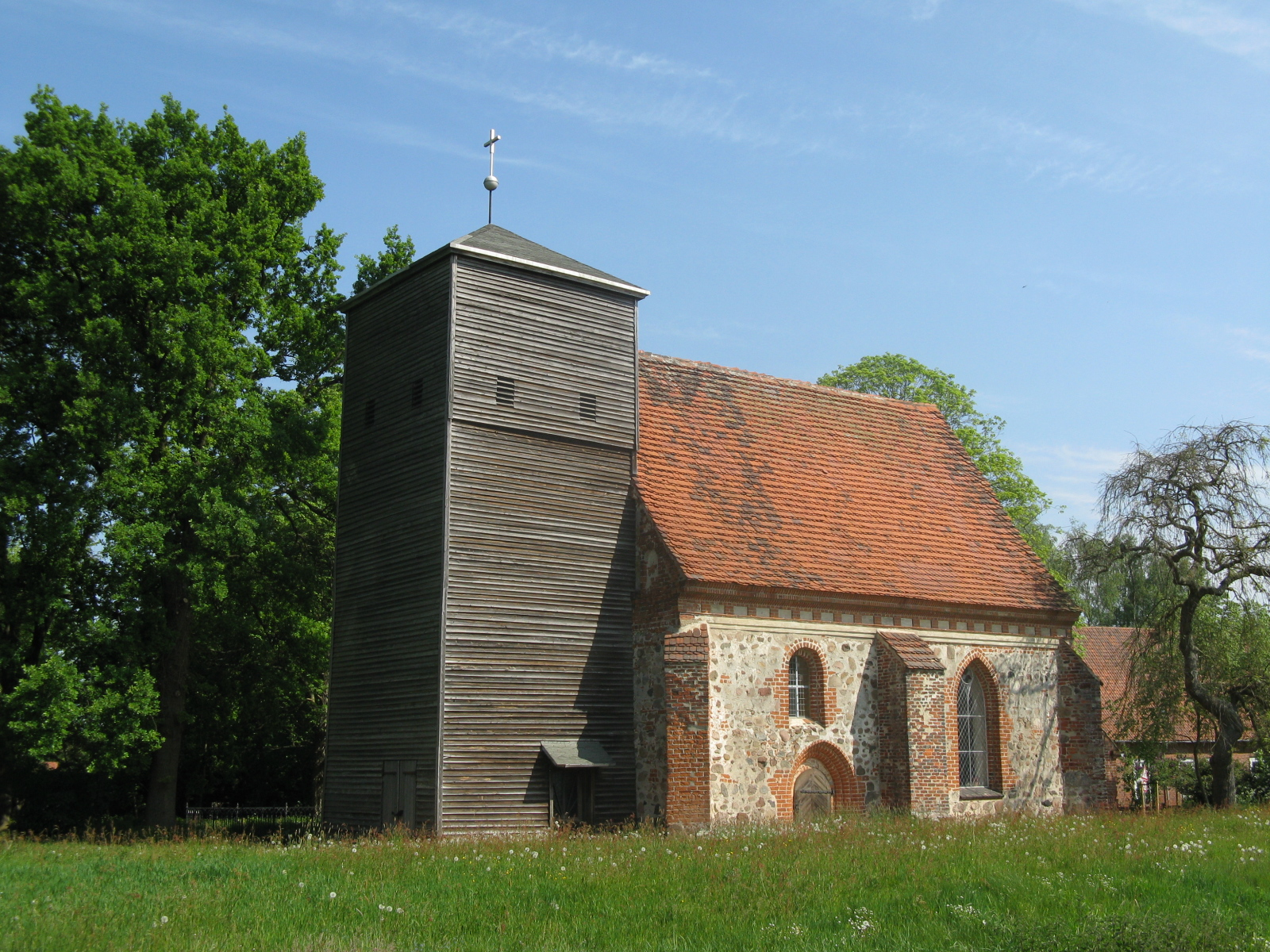
Kirche in Dreilützow
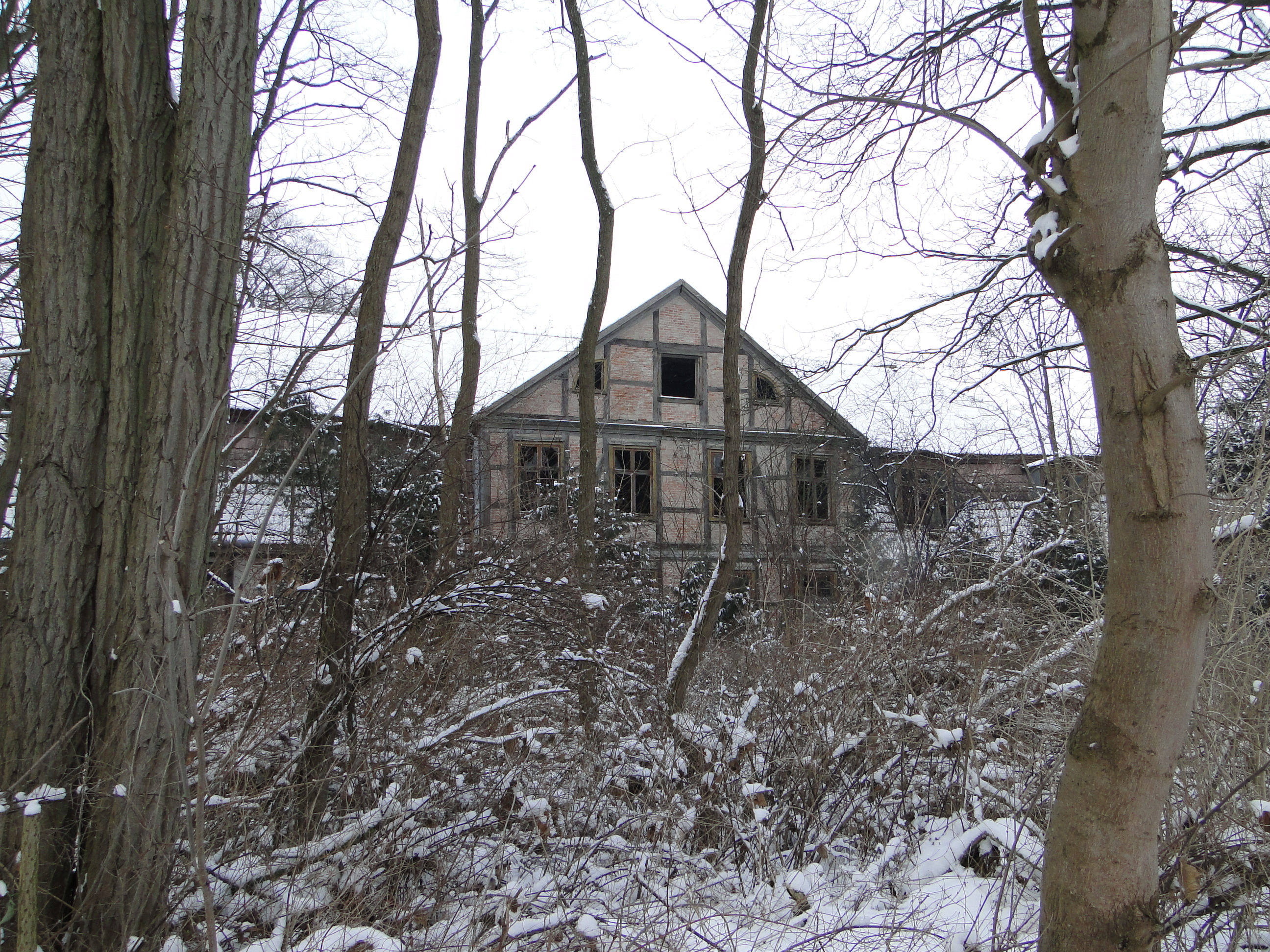
Herrenhaus Raguth

## Persönlichkeiten
- Joachim Friedrich Graf von Bernstorff (1771–1835), Kammerherr, Geheimer Konferenzrat, dänischer Abgesandter, in Dreilützow geboren
- Georg Dreves (1774–1832), Theologe, in Döbbersen geboren
- Detlev Friedrich Dreves (1776–1843), Jurist, in Döbbersen geboren
- Albrecht Graf von Bernstorff (1809–1873), preußischer Diplomat und Außenminister, in Dreilützow geboren
- Cuno von Bassewitz (1856–1930), Gutsbesitzer, in Raguth geboren
- August Wilhelm Hunzinger (1871–1920), evangelischer Theologe, in Dreilützow geboren
- Erich Graf von Bernstorff-Gyldensteen (1883–1968), Sportschütze, in Raguth geboren
- Maren Günther (* 1931), Politikerin (CSU), in Dreilützow geboren

## Belege
1. ↑  Statistisches Amt M-V – Bevölkerungsstand der Kreise, Ämter und Gemeinden 2023 (XLS-Datei) (Amtliche Einwohnerzahlen in Fortschreibung des Zensus 2022) (Hilfe dazu).
2. ↑  Hauptsatzung der Gemeinde Wittendörp vom 14. April 2020. (PDF; 4,71 MB) § 2 – Ortsteile. Abgerufen am 11. Februar 2022.
3. ↑  StBA: Änderungen bei den Gemeinden Deutschlands, siehe 1999
4. ↑  Mecklenburgisches Urkundenbuch Band I, Nr. 320 weblink
5. ↑  Gothaisches Genealogisches Taschenbuch der Adeligen Häuser. 1900. In: "Der Gotha", bis 1942 veröffentlicht. Nachfolge GHdA, GGH. Erster Jahrgang Auflage. Adelige Häuser nach alphabetischer Ordnung, Graevenitz. Justus Perthes, Gotha Januar 1900, S. 343–345 (uni-duesseldorf.de [abgerufen am 28. Januar 2022]).
6. 1 2  Wassermühle Dodow auf zwillingswindmuehlen.de
7. ↑  Amme, Giesecke & Konegen, Aktiengesellschaft: Zeitgemässe Getreidemühlen: Neubauten, Umbauten, Vergrösserungen. Braunschweig 1925, S. 28
8. ↑  Katja Pawlak: Dreilützow (Schlösser und Gärten in Mecklenburg-Vorpommern) 2007, S. 3
9. ↑  Jahresbericht über die Königliche Klosterschule zu Ilfeld von Ostern 1905 bis Ostern 1906. In: Schüler-Verzeichnis. Schüler - Verzeichnis. Zöglinge und Schüler, die schon vor 1800 aufgenommen waren, 1906. Programm 378. Druck von Louis Hofer, Göttingen 1906, S. 18–19 (uni-duesseldorf.de [abgerufen am 28. Januar 2022]).
10. ↑  Deutsche Grafen-Haeuser der Gegenwart in heraldischer, historischer und genealogischer Beziehung. Erster Band. A - K, Grafen v. Hardenberg. T. O. Weigel, Leipzig 1852, S. 320 (uni-duesseldorf.de [abgerufen am 28. Januar 2022]).
11. ↑  Wilhelm Meyer: Adolf von Dassel, Graf von Ratzeburg; in: Verein für Mecklenburgische Geschichte und Altertumskunde: Jahrbücher des Vereins für Mecklenburgische Geschichte und Altertumskunde. - Bd. 76 (1911), S. 62 (Memento vom 26. September 2007 im Internet Archive)
12. ↑  Hans Friedrich v. Ehrenkrook, Otto Reichert, Friedrich Wilhelm Freiherr v. Lyncker u. Ehrenkrook, Carola v. Ehrenkrook geb. v. Hagen, Friedrich Wilhelm Euler, Jürgen v. Flotow: Genealogisches Handbuch der adeligen Häuser / A (Uradel/ vor 1400 nobilitiert). 1962. In: Deutsches Adelsarchiv (Hrsg.): GHdA, von 1951 bis 2014. Band VI, Nr. 29. C. A. Starke, 1962, ISSN 0435-2408, S. 172–174 (d-nb.info [abgerufen am 28. Januar 2022]).
13. ↑  Ernst Seyfert, Hans Wehner, W. Baarck: Niekammer`s Landwirtschaftliches Güter-Adreßbücher, Band IV. Landwirtschaftliches Adreßbuch der Rittergüter, Güter und Höfe von Mecklenburg-Schwerin und -Strelitz. Verzeichnis sämtlicher Rittergüter, Güter und Höfe von ca. 20 ha aufwärts mit Angabe der Gutseigenschaft, der Gesamtfläche und des Flächeninhalts der einzelnen Kulturen. In: Mit Unterstützung vieler Behörden und der Landbünde zu Güstrow und Neubrandenburg (Hrsg.): 4. Letzte Ausgabe. 4. Auflage. IV Reihe Paul Niekammer. Verlag von Niekammer`s Adreßbüchern G.m.b.H., Leipzig 1928, S. 77 (g-h-h.de [abgerufen am 28. Januar 2022]).
14. ↑  Statistisches Amt Mecklenburg-Vorpommern: Statistischer Bericht. Bevölkerungsstand. Bevölkerungsentwicklung der Kreise und Gemeinden
15. ↑  Ergebnis der Kommunalwahl am 9. Juni 2024
16. ↑  Ergebnis der Kommunalwahl am 26. Mai 2019
17. ↑  Ergebnis der Bürgermeisterwahl am 26. Mai 2019
18. ↑  Ergebnis der Bürgermeisterwahl am 9. Juni 2024
19. ↑  Kommunalverfassung für das Land Mecklenburg-Vorpommern § 37 (3)
20. ↑  Hauptsatzung § 1 Abs.2